# Кузнецов, Николай Антонович
Николай Антонович Кузнецов — советский военный деятель, организатор и участник партизанского движения в Великой Отечественной войне, генерал-майор внутренней службы.

## Биография
Родился в 1910 году на Никитовском ртутном руднике. Член КПСС.
Трудовую деятельность начал в 1925 году токарем на шахте.
Член ВКП(б) с 1929 года.
В 1938 году окончил украинский коммунистический Институт журналистики в городе Харькове.
В декабре 1938 — 20 мая 1939 — заведующий отделом руководящих комсомольских органов ЦК ЛКСМУ.
С 20 мая 1939 по апрель 1943 — секретарь ЦК ЛКСМУ по кадрам.
В апреле 1943 — сентябре 1946 года — 2-й секретарь ЦК ЛКСМУ.
Во время Великой Отечественной войны принимал активное участие в формировании молодёжно-комсомольских партизанских отрядов и комсомольского подполья в Украине. Выполнял ответственные поручения по активизации партизанского движения в тылу немецких войск.

На сборном пункте нам предлагали разные военные школы: связистов, подрывников. Ребята, как правило, шли подрывниками, девчата — связистками.
И вот наша учёба началась. <…>
Постоянно курировал нашу учёбу, а иногда и лекции читал секретарь ЦК ЛКСМ Украины Николай Антонович Кузнецов — молодой, стройный, высокий, очень симпатичный и общительный человек. И такой заботливый и внимательный буквально к каждому из нас. Не было и дня, чтобы он не побывал в школе, а вечером — в общежитии.
Курсы наши окончились быстро. Через два с половиной месяца. Последние наставления Николай Антонович давал у себя в гостинице «Москва». Он подробно разъяснял нам каждую мелочь: как вести себя в той или иной ситуации, которая может сложиться там, куда нас выбросят с парашютами…

20 червня того ж року розпочав свою діяльність Український штаб партизанського руху. Членами УШПР були затверджені Мусій
Семенович Співак, Андрій Никифорович Зленко, а начальником штабу — автор цих рядків. Товариші Зленко, Микола Антонович Кузнецов і Василь Семенович Костенко керували підпіллям..

С августа 1946 по 1947 год — заместитель заведующего организационно-инструкторского отдела ЦК КП (б)У. С 1947 по май 1948 года — инспектор ЦК КП(б)У. С мая по ноябрь 1948 года — заместитель заведующего отделом партийной информации Управления по проверке партийных органов ЦК КП(б)У. С ноября 1948 года — заместитель заведующего отделом организационно—партийной работы ЦК КП(б)У, с 1949 по декабрь 1950 года — заведующий сектором комсомольских органов отдела партийных, профсоюзных и комсомольских органов. С декабря 1950 года — инспектор ЦК КП(б)У, одновременно (до ноября 1954 года) — секретарь партийного комитета парторганизации при Секретариате ЦК КПУ.
В ноябре 1954—1959 годах — заведующий административным отделом ЦК КПУ. В 1959—1963 годах — заведующий отделом административных органов ЦК КПУ.
В 1963—1964 годах — заместитель председателя Комитета партийно-государственного контроля ЦК КПУ и Совета Министров Украинской ССР.
Постановлением Госсовета ПНР от 17.01.1964 за номером 0/27 был удостоен Золотого Креста Virtuti Militari.
В 1964—1971 годах — заместитель министра внутренних дел Украинской ССР.
С 1971 года — на пенсии в городе Киеве. Был членом Комиссии по делам бывших партизан Великой Отечественной войны 1941—1945 годов при Президиуме Верховного Совета Украинской ССР.
Умер в 1978 году в Киеве.

## Награды
- Орден Красного Знамени
- Орден Отечественной войны I степени
- Орден Трудового Красного Знамени
- два ордена «Знак Почёта» (23.01.1948, 26.02.1958)
- Почетная грамота Президиума Верховного Совета Украинской ССР (14.08.1970)